# Mesochorus fluvialis
Mesochorus fluvialis är en stekelart som beskrevs av Schwenke 2002. Mesochorus fluvialis ingår i släktet Mesochorus och familjen brokparasitsteklar. Inga underarter finns listade i Catalogue of Life.